# Пуатевинско-сентонжский язык
Пуатевинско-сентонжский язык (parlanjhe) — тип романской речи из группы языков ойль, общее обозначение пуатевинского и сентонжского наречий.
Пуатевинско-сентонжский распространён в районах Пуату и Сентонж между Луарой и Жирондой, чьё относительное языковое единство было отмечено ещё в начале XIX века, а также было подтверждено другими учёными[кто?] в конце того же века. Сам же термин был создан в 1970 году Пьером Бонно.

## Использование
Пуатевинско-сентонжский язык был внесён в список исчезающих языков в «Международный атлас исчезающих языков», опубликованный ЮНЕСКО в 2009 году.
Пуатевинско-сентонжский язык преподаётся в университете Пуатье.